# Byzacène

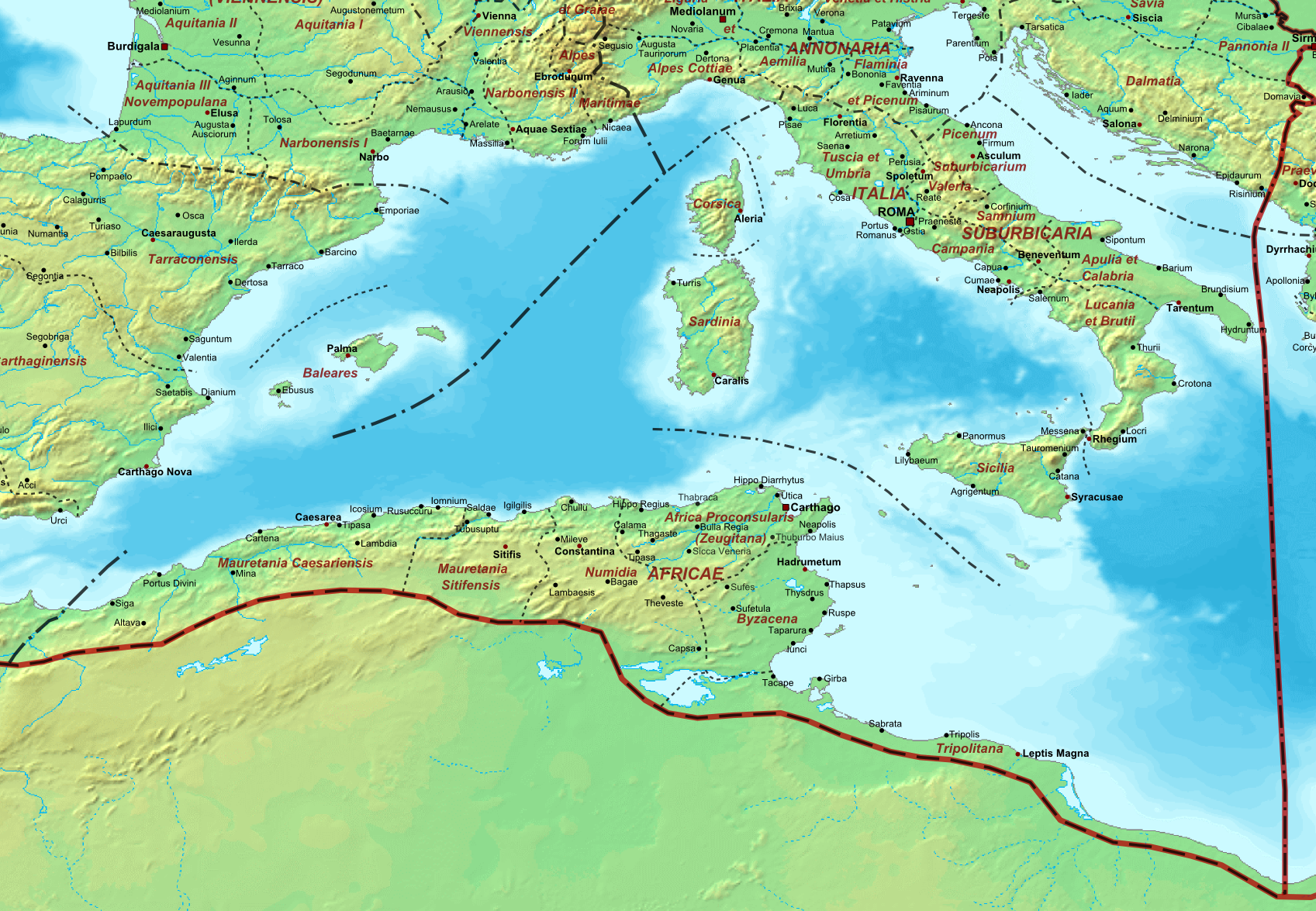
Carte des provinces romaines du pourtour méditerranéen. Empire romain d'Occident à la fin du IV.

La Byzacène (appelée Byzacium dans les sources, Byzacena en latin) est un territoire régional correspondant à une partie de l'actuelle Tunisie centrale (Centre-Est et Centre-Ouest), issu de la division voulue par Dioclétien en 303 de la province romaine d'Afrique correspondant à la partie centrale de l'Afrique du Nord. Les deux autres sont la Tripolitaine (Tripolitana) au Sud-Est et l'Afrique proconsulaire (Zeugitana) au Nord-Ouest.

## Histoire

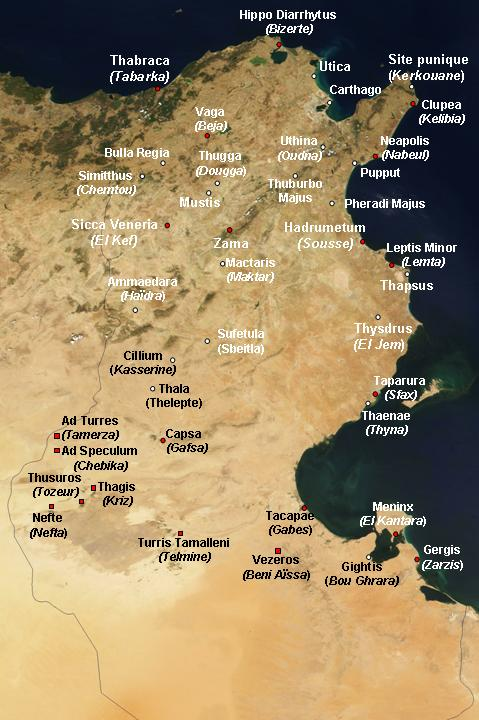
Cités romaines de la province d'Afrique.

Le territoire est marqué par l'influence punique et connaît très tôt une implantation lybico-phénicienne. Ces populations mettent en valeur le littoral et introduisent des techniques d'irrigation. Après la conquête romaine, elle est intégrée à la province d'Afrique et un procurateur impérial, chargé de gérer les terres du prince, y est attesté dès l'époque augustéenne. 
Son activité agricole et artisanale est particulièrement florissante. D'ailleurs, Pline l'Ancien décrit la richesse de ses terres à blé. Des marchands italiens commercent avec ses villes côtières et ses céramistes ont une bonne réputation.
En 303, elle devient une province à part entière après la réforme administrative de Dioclétien et se détache de la province d'Afrique. Sa capitale est alors Hadrumète. Elle est gouvernée par un praeses qui devient perfectissime puis clarissime sous Constantin.
Elle compte nombre de cités d'importance à l'instar de Thysdrus, Pupput, Leptis Minor, Ruspina et Acholla et Sufetula (actuelle Sbeïtla).
Avec la christianisation de l'Afrique du Nord, elle devient le cadre d'une intense activité épiscopale. Ainsi, en 345-348, elle bénéficie des prérogatives inhérentes au statut de primatie et, en 397, elle est reconnue comme premier primat. 
En 442, après avoir souffert des incursions de Geiseric, son territoire est officiellement annexé par les Vandales.